# Mistrzostwa Polski w Boksie 1928

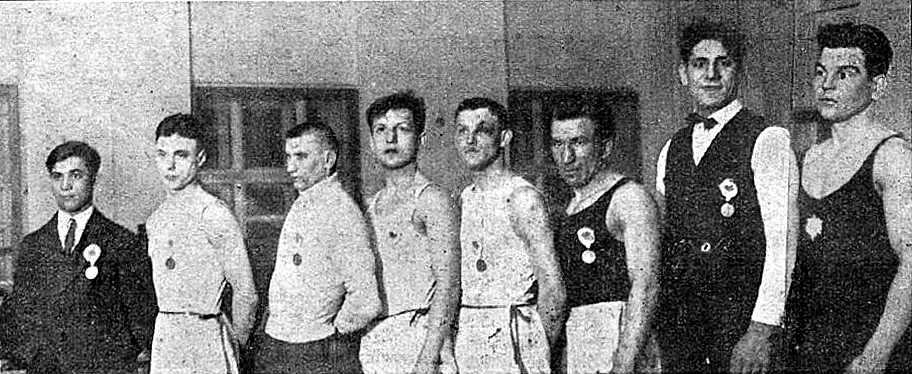
Złoci medaliści mistrzostw Polski w boksie w 1928 - od lewej: Wiktor Mroczko, Stefan Glon, Jan Górny, Witold Majchrzycki, Jan Arski, Mieczysław Czerwień, Alfred Kupka, Jan Gerbich

5. Mistrzostwa Polski w boksie mężczyzn odbyły się w dniach 17 i 18 marca 1928 roku w Warszawie.

## Medaliści
| Kategoria:                    | Złoto:                                | Srebro:                                        | Brąz:                                                                 |
| waga musza (do 50,8 kg)       | Wiktor Moczko (Sokół Katowice)        | Stanisław Wajerowicz (Krusche-Ender Pabianice) | Leon Kazimierski (Varsovia) Władysław Stępniak (Warta Poznań)         |
| waga kogucia (do 53,5 kg)     | Stefan Glon (Warta Poznań)            | Adam Pomper (Czarni Lwów)                      | Henryk Chmielewski (Sokół Łódź) Teodor Pyka (BKS Katowice)            |
| waga piórkowa (do 57,2 kg)    | Jan Górny (BKS Katowice)              | Marian Karaśkiewicz (Warta Poznań)             | Henryk Dąbrowski (YMCA Warszawa) Jan Gryc (Sokół Katowice)            |
| waga lekka (do 61,2 kg)       | Witold Majchrzycki (Warta Poznań)     | Teodor Wochnik (Boxing Klub Królewska Huta)    | Stefan Głowacki (Skra Warszawa) Adam Seweryniak (Sokół Katowice)      |
| waga półśrednia (do 66,7 kg)  | Jan Arski (Warta Poznań)              | Stanisław Kulesza (09 Mysłowice)               | Marian Reutt (AZS Warszawa) Józef Wieczorek (Cracovia)                |
| waga średnia (do 72,6 kg)     | Mieczysław Czerwień (09 Mysłowice)    | Stefan Kubicki (Skra Warszawa)                 | Antoni Bloch (Krusche-Ender Pabianice) Tadeusz Żelewski (Czarni Lwów) |
| waga półciężka (do 79,4 kg)   | Jan Gerbich (Krusche-Ender Pabianice) | Stefan Wiśniewski (Warta Poznań)               | Stanisław Cendrowski (Varsovia) Władysław Gruszka (BKS Katowice)      |
| waga ciężka (powyżej 79,4 kg) | Alfred Kupka (BKS Katowice)           | Stanisław Finkelsztajn (Makabi Warszawa)       |                                                                       |